# جيري نايلور
جيري نايلور (بالإنجليزية: Jerry Naylor)‏ هو مقدم برامج إذاعية ومغني أمريكي، ولد في 6 مارس 1939 في تشوك ماونتن ‏ في الولايات المتحدة.

## وصلات خارجية
- الموقع الرسمي
- جيري نايلور على موقع IMDb (الإنجليزية)
- جيري نايلور على موقع قاعدة بيانات برودواي على الإنترنت (الإنجليزية)
- جيري نايلور على موقع ديسكوغز (الإنجليزية)